# علم موريتانيا
علم موريتانيا يمثل الجمهورية الإسلامية الموريتانية وهو أحد رموزها الوطنية وهو علم أخضر يتوسطه هلال ونجم بلون ذهبي وعلى جانبيه شريط أفقي مستطيل أحمر اللون.
 يعود تاريخ اعتماد العلم الوطني رسمياً إلى 1 إبريل 1959م. تم إدخال تعديلات على العلم الأصلي عن طريق استفتاء شعبي في 5 أغسطس 2017م بإضافة شريطين أحمرين على طرفي العلم القديم. يعد علم موريتانيا واحداً من علمين من أعلام دول العالم يستخدمان الألوان الثلاثة الأفقية الأحمر والأخضر والأحمر، والآخر هو علم ترانسنيستريا.

## معنى ألوان العلم
- الأحمر: يرمز إلى الكفاح من أجل استقلال موريتانيا عن فرنسا.

- الأخضر: يرمز إلى الدين الإسلامي السائد في موريتانيا.

- الأصفر: يرمز إلى الصحراء الكبرى في شمال أفريقيا.

## أعلام تاريخية

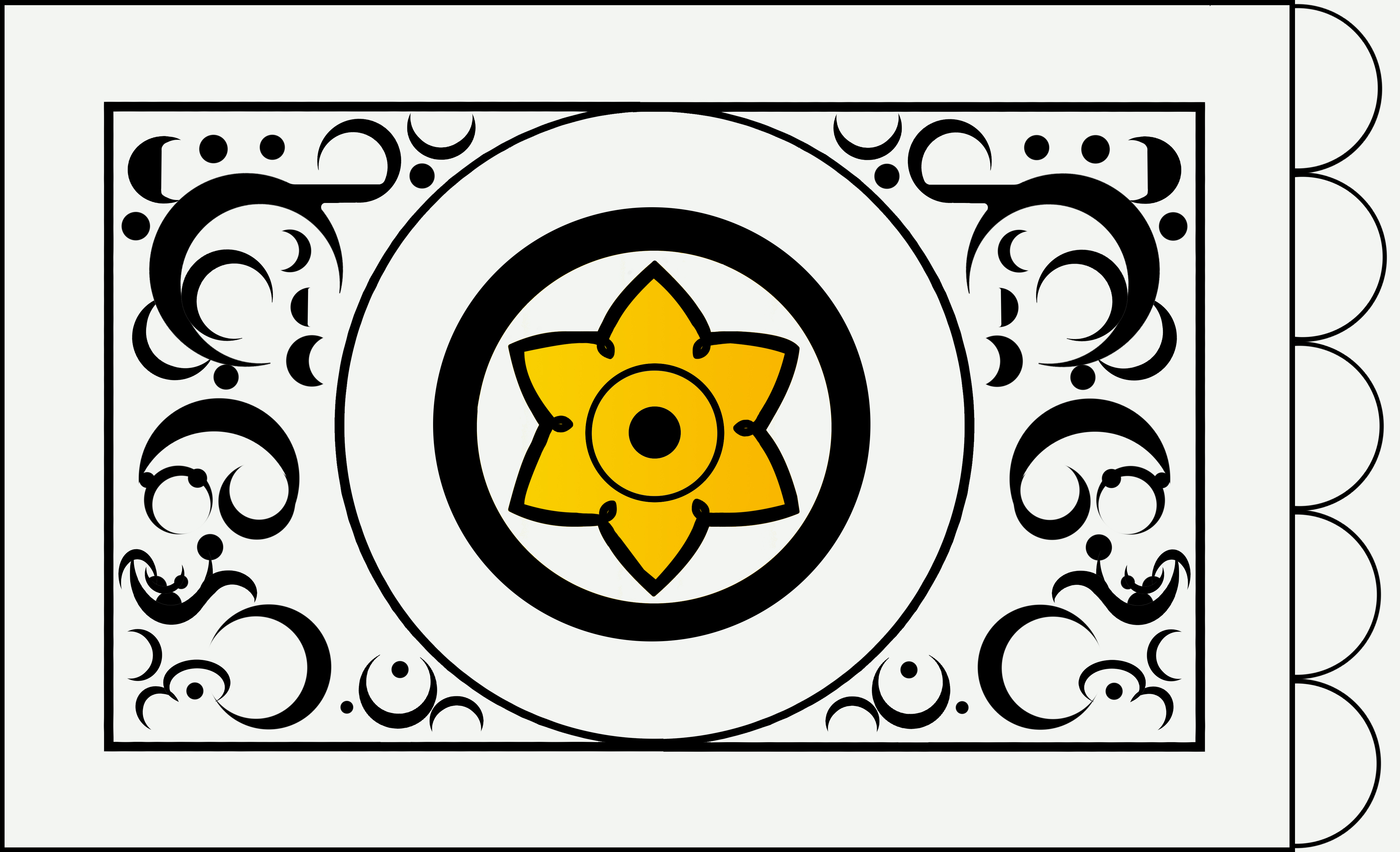
علم الدولة المرابطية (1056-1147)
علم إمبراطورية مالي مابين عامي (1325-1464)
علم موريتانيا الفرنسية (1903 - 1960)
علم الجمهورية الإسلامية الموريتانية السابق من 1 أبريل 1959 حتى 15 أغسطس 2017
علم موريتانيا (حاليا)